# Grallator
Grallator es un icnogénero (un taxón basado en huellas) el cual abarca a un tipo común de huellas pequeñas de tres dedos realizados por varios grupos de dinosaurios terópodos. Las huellas de tipo Grallator se han encontrado en formaciones que datan desde el Triásico Superior hasta el Cretácico Inferior. Estas se hallan en Estados Unidos, Canadá, Europa, Australia y China, y son más abundantes en la costa este de América del Norte, especialmente en las formaciones del Triásico y el Jurásico Inferior de la parte norte del Supergrupo Newark. El nombre Grallator se traduce como "caminante en zancos", aunque la longitud y forma real de las patas que realizaron las pisadas variaba según la especie, usualmente sin identificar. El término relacionado "Grallae" es  un nombre antiguo para un supuesto grupo de aves vadeadoras de patas largas como las cigüeñas y garzas. Estas huellas fueron denominadas así por su descubridor, Edward Hitchcock, in 1858.
Las huellas de Grallator tienen como característica el ser de tres dedos (tridáctilas) y tienen un tamaño de 5 a 15 centímetros de longitud. Aunque las huellas solo muestran tres dedos, los animales en cuestión probablemente tenían entre cuatro a tres dedos en sus pies. Aunque es usualmente imposible asignar estas pisadas a la especie de dinosaurio exacta que las dejó, es a veces posible estrechar la búsqueda de los posibles candidatos al comparar las proporciones de una especie en particular de Grallator con las de los dinosaurios conocidos de la misma formación. Por ejemplo, las huellas de Grallator identificadas en la Formación Yixian pueden haber sido dejadas por Caudipteryx.

## Huellas del Supergrupo Newark

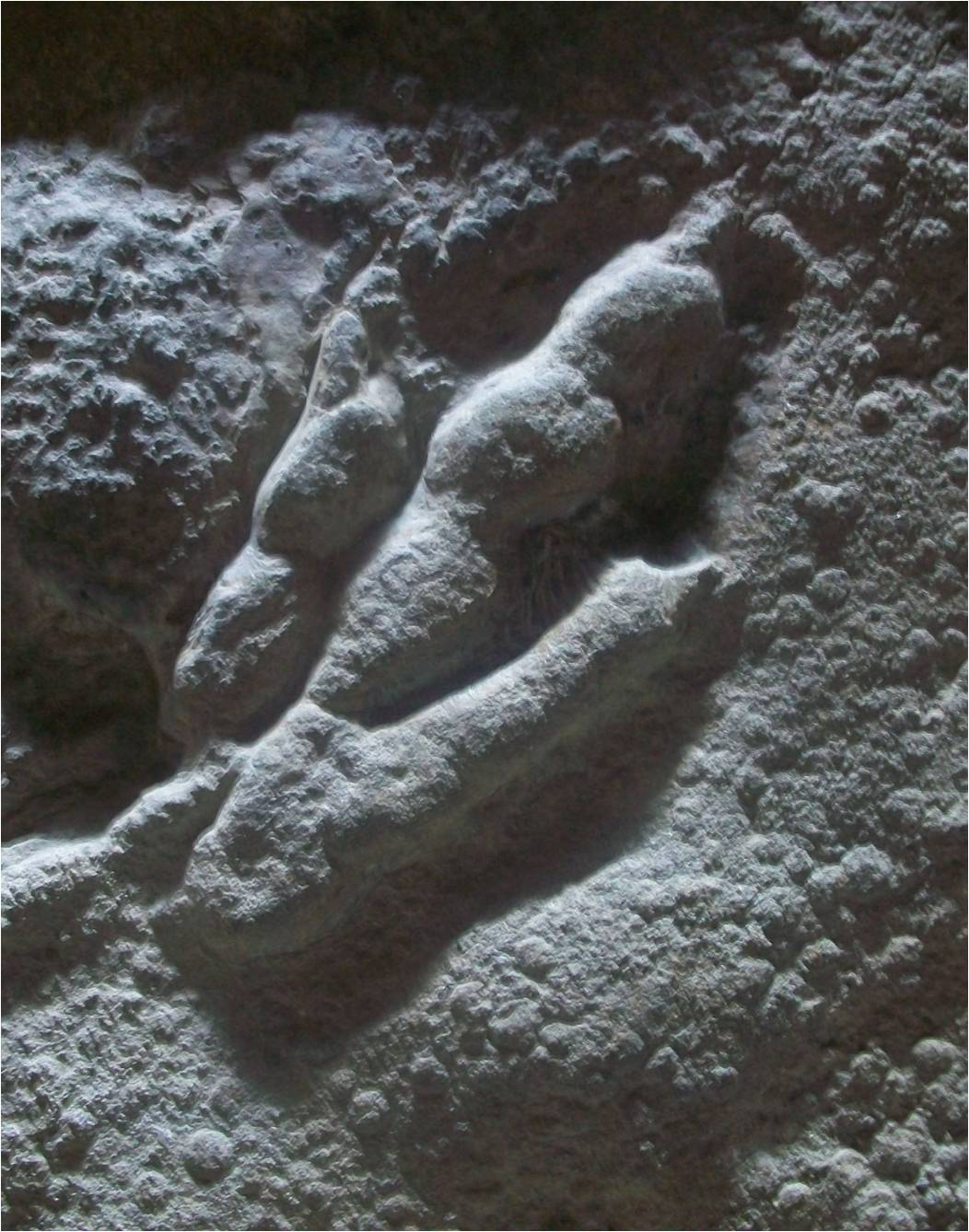
Huella negativa de G. cuneatus que muestra impresiones de la piel.

Las huellas más famosas y arquetípicas que se ajustan al icnogénero Grallator son las que se encuentran en la costa este de América del Norte, específicamente desde el Triásico Superior hasta el Jurásico Inferior, en el Supergrupo Newark. Estas huellas probablemente fueron hechas por un dinosaurio primitivo no identificado, similar a Coelophysis. Las huellas del Supergrupo Newark muestran los dígitos II, III y IV, pero no hay rastro de los dígitos más cortos I y V, que probablemente hubieran estado presentes en un dinosaurio de esta época. Los dos dígitos exteriores eran rechonchos e ineficaces, sin tocar el suelo durante la marcha. A pesar de perder la mayor parte de su efectividad, la evolución de los dinosaurios aun no había eliminado estos dígitos para agilizar completamente el pie. Esto se conoce porque los especímenes raros se encuentran con huellas de estos dígitos exteriores. Los dígitos II, III y IV son del falanges 3, 4 y 5, respectivamente, dando a Grallator una fórmula digital de ?-3-4-5-?.
Aunque las huellas del Supergrupo Newark de Grallator fueron hechas por un dinosaurio saurisquio bípedo, pueden ser fácilmente confundidas con las del icnogénero Atreipus. El creador de las huellas de Atreipus era un ornitisquio cuadrúpedo. La razón de esta semejanza es la falta de divergencia en la evolución del pie de los dos grupos distintos de dinosaurios: ornitisquios y saurisquios.

## Sinónimos

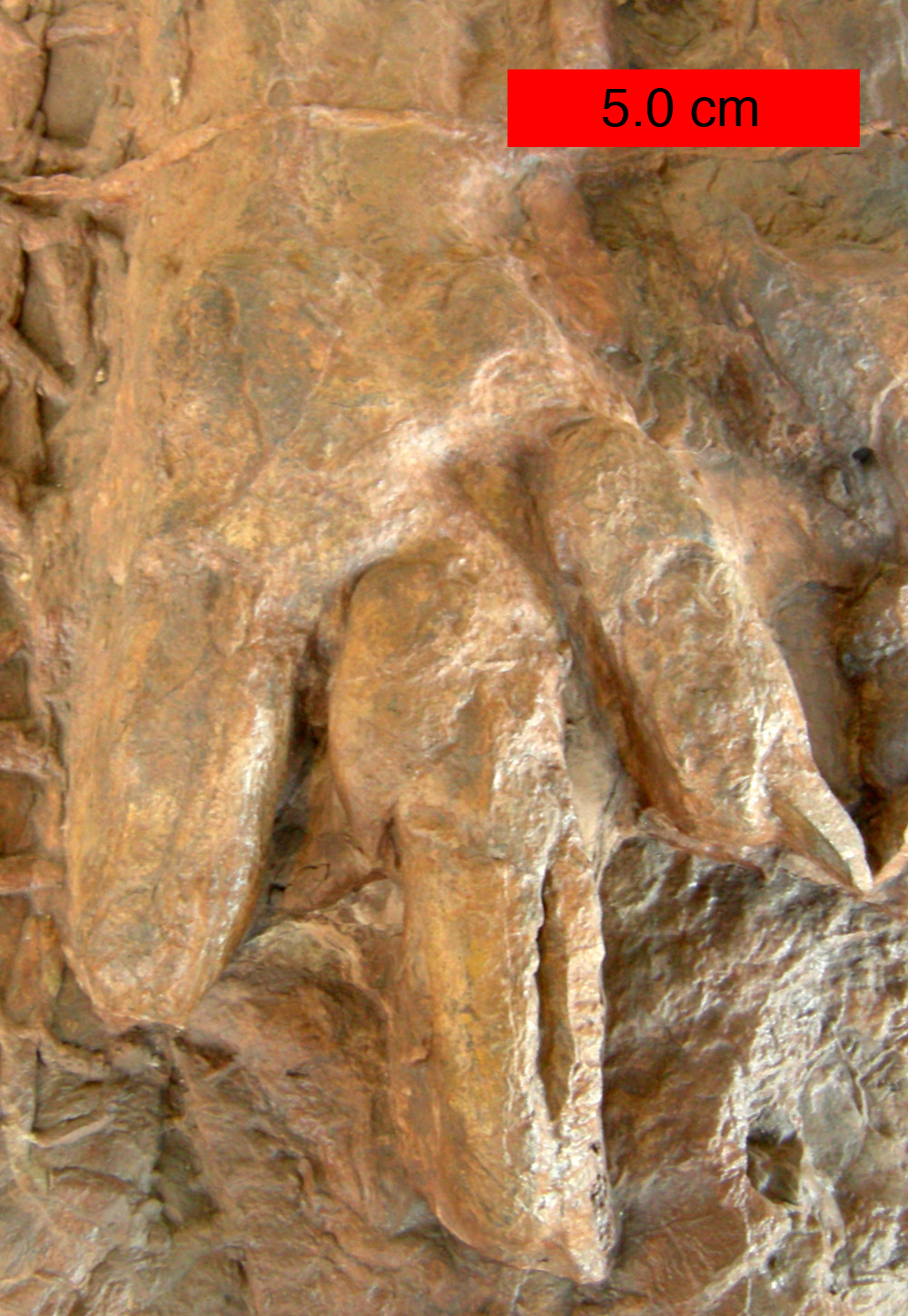
Eubrontes (= Grallator) del Jurásico Inferior, en la Formación Moenave, al sudoeste de Utah.

Jialingpus es un icnogénero sinónimo de Grallator, que cubre un tipo de huella pequeña de tres dedos realizada por una especie no identificada de dinosaurio terópodo bípedo. Las huellas de tipo Jialingpus se han encontrado en formaciones que datan del período Jurásico. Este tipo de huella fue identificada por primera vez por S. Zhen et al en China, en 1989. Su icnoespecie tipo es J. yuechiensis. El nombre de Jialingpus hace honor al río Jialing, en Sichuan.
Estos son todos los sinónimos conocidos:
| - Abelichnus - Aetonychops - Apatichnus - Bressanichnus - Byakudansauripus - Columbosauripus - Changpeipus - Coelurosaurichnus Huene, 1941 - Defferrariichium - Dilophosauripus | - Dinosaurichnium - Eubrontes - Gigantipus - Hyphepus - Irenesauripus - Itsukisauropus - Jeholosauripus Yabe, Inai, & Shikama, 1940 - Jialingpus - Kainotrisauropous - Kayentapus | - Kleitotrisauropus - Kuwajimasauropus - Masitisauropus - Megalosauropus - Megatrisauropus - Neotrisauropus - Otouphepus - Paracoelurosaurichnus - Picunichnus | - Plastisauropus - Platytrisauropus - Prototrisauropus - Qemetrisauropus - Saltopoides - Sauropous - Schizograllator - Skartopus - Stenonyx - Talmontopus - Youngichnus - Zhengichnus |

## Especies
Todas la especies conocidas de Grallator:

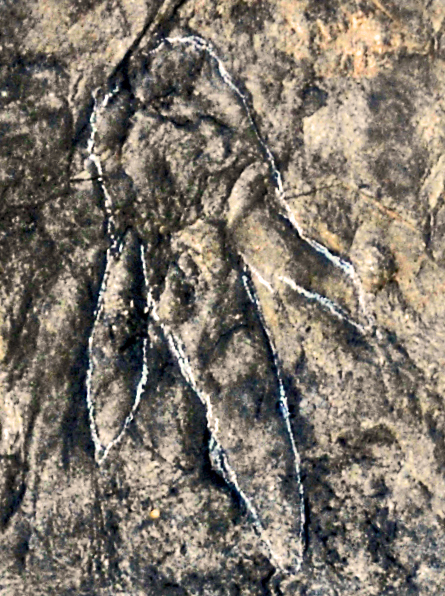
Grallator toscanus del Monte Pisano (Italia).

| - Subgénero G. (Coelurosaurichnus) - G. (C.) palmipes - G. (C.) p. exiguus (Ellenberger, 1970) - Subgénero G. (Grallator) - G. (G.) zvierzi Gierlinski, 1991 - G. andeolensis Gand, Vianey-Liaud, Demathieu, & Garric, 2000 - G. angustidigitus (Ellenberger, 1970) - G. angustus (Ellenberger, 1974) - G. a. cursor Ellenberger, 1974 - G. cursorius Hitchcock, 1858 (ichnotype) - G. cuneatus Hitchcock, 1858 - G. damanei Ellenberger, 1970 - G. deambulator (Ellenberger, 1970) - G. digitigradus (Ellenberger, 1974) - G. emeiensis Zhen, Li, Han & Yang, 1995 - G. formosus Hitchcock, 1858 - G. gracilis Hitchcock, 1865 - G. graciosus (Ellenberger, 1970) - G. grancier (Courel & Demathieu, 2000) - G. ingens (Ellenberger, 1970) - G. kehli (Beurlen, 1950) - G. kronbergeri (Rehnelt, 1959) - G. lacunensis (Ellenberger, 1970) | - G. leribeensis (Ellenberger, 1970) - G. limnosus Zhen, Li, & Rao, 1985 - G. madseni Irby, 1995 - G. magnificus (Ellenberger, 1970) - G. matsiengensis Ellenberger, 1970 - G. maximus Lapparent & Monetnat, 1967 - G. minimus (Ellenberger, 1970) - G. minor (Ellenberger, 1970) - G. moeni (Beurlen, 1950) - G. mokanametsongensis (Ellenberger, 1974) - G. molapoi Ellenberger, 1974 - G. morijiensis (Ellenberger, 1970) - G. moshoeshoei (Ellenberger, 1970) - G. olonensis Lapparent & Monetnat, 1967 - G. palissyi (Gand, 1976) - G. paulstris (Ellenberger, 1970) | - G. perriauxi (Demathieu & Grand, 1972) - G. princeps (Ellenberger, 1970) - G. protocrassidigitus (Ellenberger, 1970) - G. rapidus (Ellenberger, 1974) - G. romanovskyi (Gabunia & Kurbatov) - G. quthingensis (Ellenberger, 1974) - G. rectilineus (Ellenberger, 1970) - G. sabinensis (Gand & Pellier, 1976) - G. sassendorfensis (Kuhn, 1958) - G. sauclierensis Demathieu & Sciau, 1992 - G. schlauersbachensis (Weiss, 1934) - G. socialis (Ellenberger, 1970) - G. ssatoi Yabe, Inai, & Shikama, 1940 - G. tenuis Hitchcock, 1858 - G. toscanus (Huene, 1941) - G. variabilis Lapparent & Monetnat, 1967 |

## Paleopatología
Las huellas fósiles pueden ser informativas sobre las patologías terópodas, pero aparentemente los rasgos patológicos pueden deberse a comportamientos inusuales. El estrato de piedra arenisca que data del Noriense en el sur de Gales conserva huellas de un individuo con un dígito III deforme atribuido al icnogénero Anchisauripus. El extremo distal del dígito fue constantemente flexionado. Sin embargo, esta patología aparente podría haber sido causada porque el animal giró la punta de ese dígito al levantar el pie.